# Pont du Troisième millénaire Jean-Paul II
Le pont du Troisième millénaire Jean-Paul II (en polonais : Most III Tysiąclecia im. Jana Pawła II) est un pont routier à haubans qui enjambe le fleuve Vistule morte (Martwa Wisła) à Gdańsk, dans la voïvodie de Poméranie en Pologne.
Mis en service le 9 novembre 2001 dans le cadre de l'aménagement d'une voie de circulation reliant le port nord avec la ceinture sud de Gdańsk et le réseau routier national, il constitue la première section de la future route de contournement de la ville de Gdańsk. Actuellement, à côté du pont Siennicki, il sert de connexion de la route nationale n° 7 avec la zone du port et la rue Sucharski menant au port nord.

## Historique
Le pont porte le nom du pape polonais Jean-Paul II depuis le premier jour. Mais, pendant la construction, il était appelé « Pont du Troisième millénaire », et de ce fait dans de nombreuses publications, il est désigné avec cette double appellation : « Pont du Troisième millénaire Jean-Paul II » !
En raison d'actes de vandalisme fréquents (destruction de l'éclairage, graffitis), un système de surveillance a été installé en 2004, directement relié au poste de police de Stogi. Cela a contribué à l'amélioration de la sécurité de l'installation.

## Description
Le pont est pont à haubans ayant un tablier mixte acier-béton dont les haubans sont ancrés à une extrémité dans les poutres latérales en acier du tablier et de l'autre dans le pylône de 100 mètres de haut ayant la forme d'un « Y » inversé. Jusqu'à l'ouverture du pont Rędziński à Wrocław, c'était le plus grand pont à haubans de Pologne supporté par un seul pylône.
- Longueur totale du tablier : 380 m
- Portée principale : 230 m

## Galerie de photos
| 1.                                  |
| Le pylône en cours de construction. |

| 2.                                                                                |
| Levage d'un voussoir mixte préfabriqué de la travée construite en encorbellement. |

| 3.                                                        |
| Les haubans de la travée côté rive après la construction. |

| 4.                             |
| Vu du pont ferroviaire (2012). |

| 5.                                   |
| Vue depuis le pylône du pont (2011). |

| 6.                                |
| Vu de Wzgórze Mickiewicza (2010). |